# Râul Otăsău
Râul Otăsău este un curs de apă, afluent pe stânga al râului Bistrița. Izvorăște din Munții Căpățânii și are o lungime de 28 km. Bazinul său hidrografic ocupă o suprafață de 106 km 2.